# SNCF X 2700

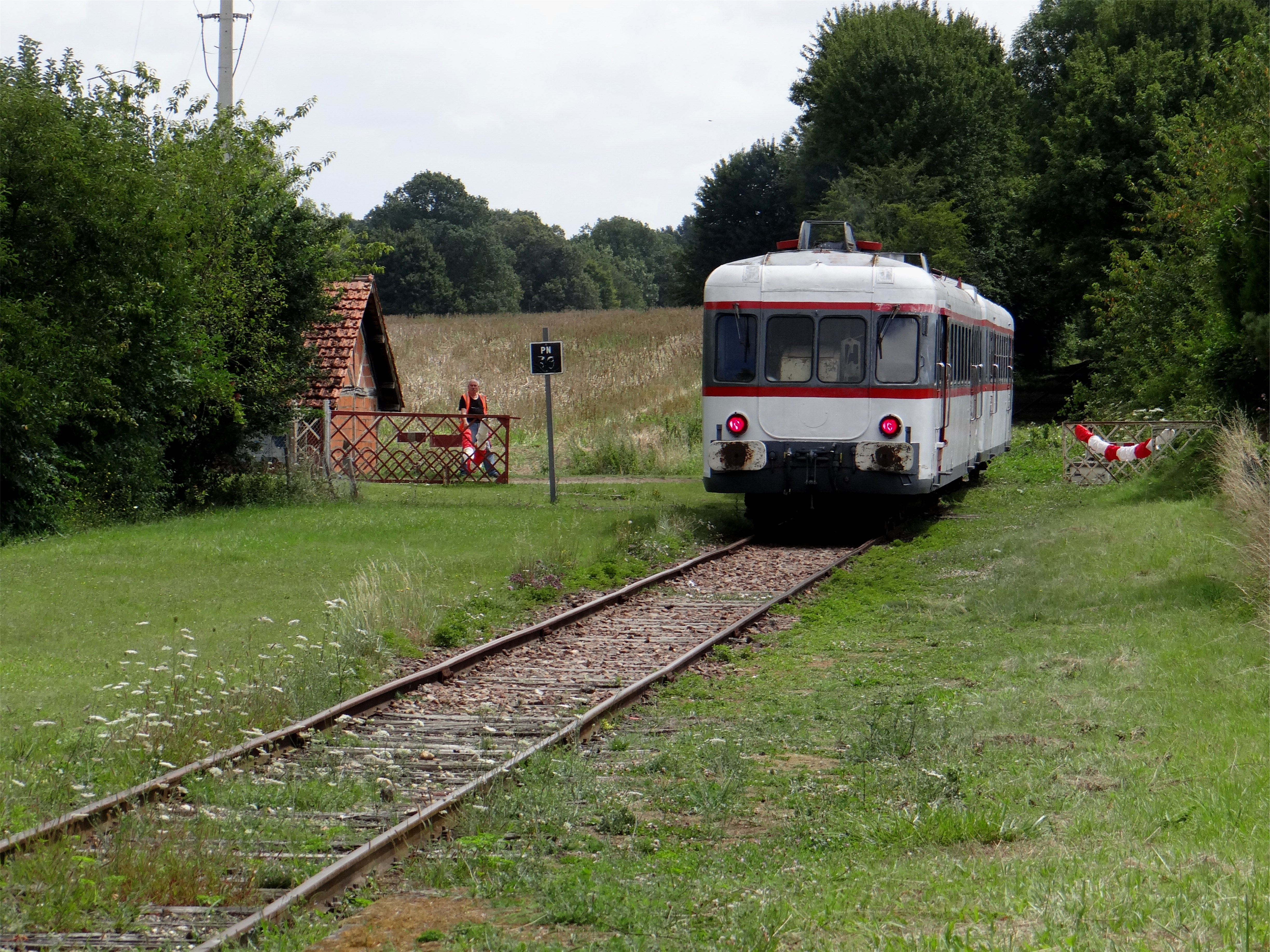
X 2716 mit Steuerwagen XR 7762 bei der Museumsbahn Train touristique de Puisaye-Forterre

Die Baureihe X 2700 war ein zweimotoriger Dieseltriebwagen der französischen Staatsbahn SNCF. Mit der einmotorigen Baureihe X 2720 (RGP1) zählte sie als RGP2 zu den „Rames à grand parcours“ (RGP) genannten Ferntriebwagen für den Langstreckenverkehr. Für das Design zeichnete Paul Arzens verantwortlich.

## Vorgeschichte

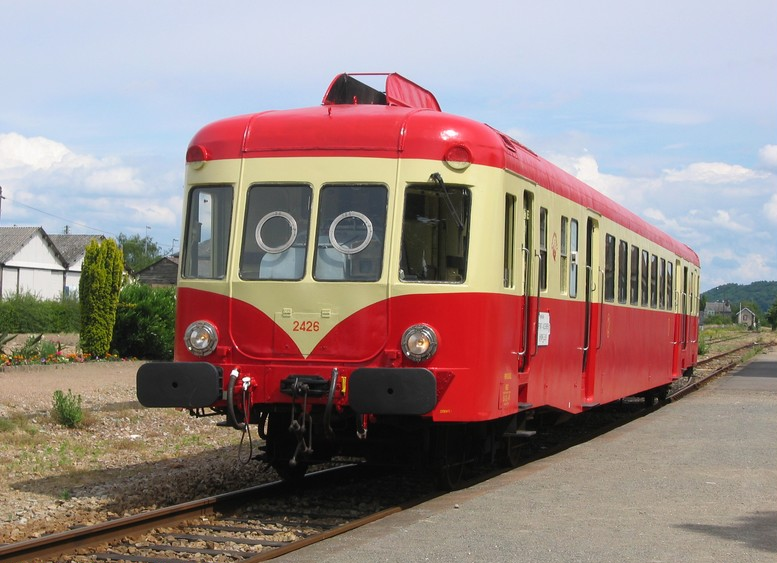
Schwesterbaureihe X 2400: von ihr wurden zahlreiche Elemente (z. B. Frontgestaltung und Motoren) übernommen

Nach dem Ende des Zweiten Weltkriegs erkannte die SNCF die Notwendigkeit, im Reiseverkehr den überalterten Fahrzeugpark durch leistungsfähige und komfortable Fahrzeuge zu ersetzen. Mit den Triebwagen der Baureihe X 2400 setzte sie Anfang der 1950er Jahre erstmals moderne Nachkriegsfahrzeuge ein. Diese verfügten über zwei Dieselmotoren à 300 PS, da sich der bei späteren Baureihen eingesetzte 825 PS leistende MGO-Motor noch im Stadium der Erprobung befand.
Für Langläufe wie die 639 km lange Relation Bordeaux–Lyon wurde ein Konzept entwickelt, bei dem ein Triebwagen fest mit einem Steuerwagen gekuppelt war. Beide Fahrzeuge wiesen jeweils nur einen Führerstand auf und waren mittels eines Übergangs mit Faltenbalg miteinander verbunden. Am 20. Dezember 1950 gab die SNCF den Bau von 20 Einheiten in Auftrag, die wie der X 2400 zwei 300 PS starke Motoren von Renault erhielten.

## Geschichte

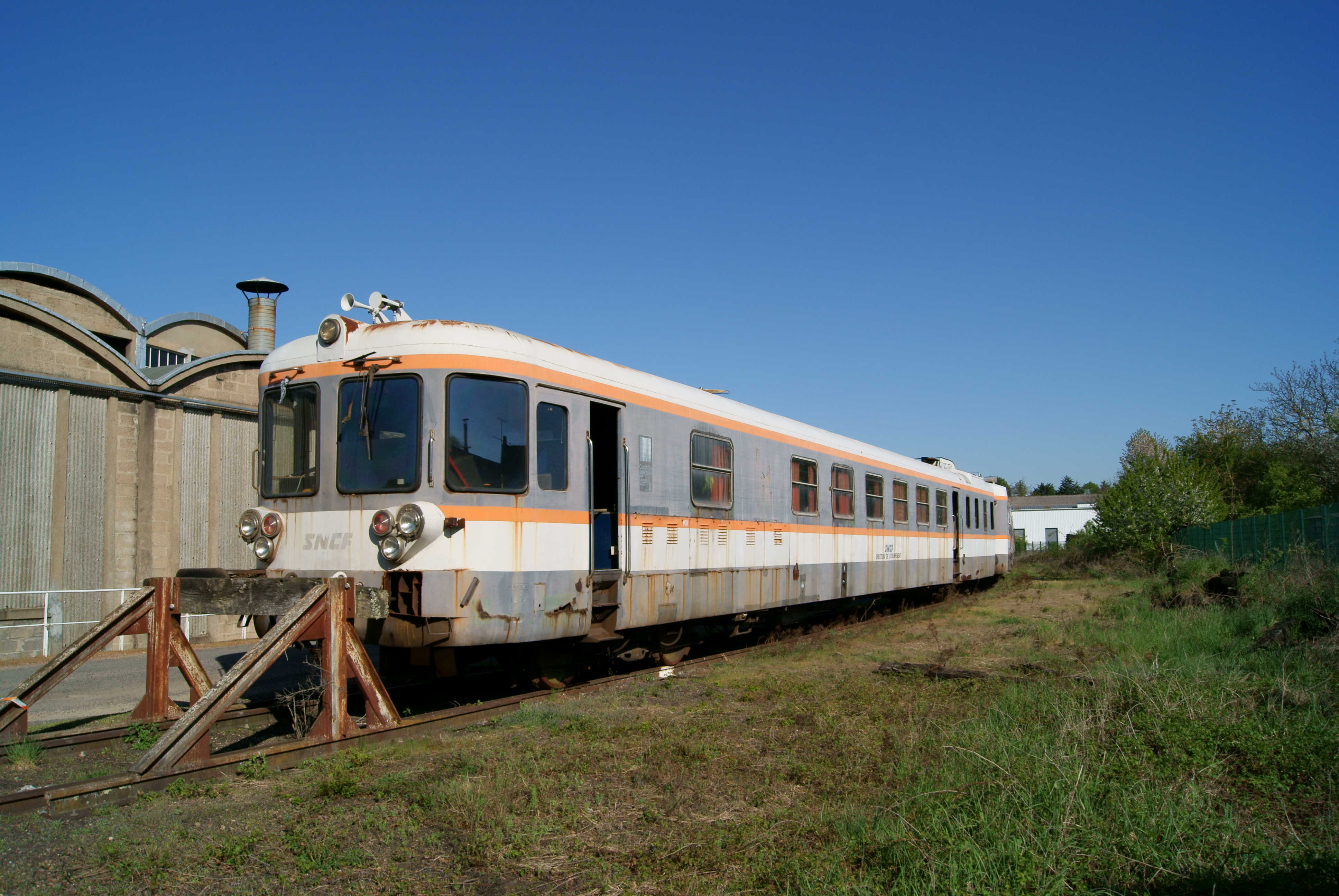
Aus den Triebwagen X 2707 und X 2714 zusammengesetzter zweiteiliger Ultraschall-Schienenprüfzug X 2700 (2011)

In den Jahren 1954 und 1955 wurde die 20 Triebwagen (Betriebsnummern X 2701 bis X 2720) umfassende Baureihe X 2700 mit den zugehörigen Steuerwagen (XR 7701 bis XR 7720) an die SNCF ausgeliefert. Die Triebwagen baute De Dietrich Ferroviaire in Reichshoffen, Brissonneau et Lotz fertigte in Creil die Steuerwagen. Den Weg von Reichshoffen nach Creil legten die neugebauten Triebwagen trotz des fehlenden zweiten Führerstands selbstständig zurück, wobei eine Rückwärtsfahrt nicht möglich war. Am 7. April 1954 verließ der Triebwagen X 2701 als erster das Werk in Reichshoffen; am 23. April fuhr er aus eigener Kraft nach Creil und wurde dort am 26. April mit dem Steuerwagen XR 7701 gekuppelt.
In der Umgebung von Creil wurden zunächst zahlreiche Testfahrten durchgeführt, am 3. und 4. Mai 1954 dann auch auf der Strecke zwischen Versailles und Vire. Die offizielle Vorstellung des X 2701 erfolgte am 12. Mai im Pariser Kopfbahnhof Gare de Lyon, von wo aus er über Nevers und Roanne nach Saint-Étienne fuhr. Mühelos hielt er den Fahrplan des schnellsten Zugs dieser Relation, den er an jenem Tag ersetzte, ein. Tags darauf absolvierte er von Lyon aus eine erste Fahrt quer durch das Zentralmassiv und erreichte auf dem Weg über Montluçon Bordeaux, wobei er problemlos Rampen von bis zu 26 ‰ bewältigte. Er wurde dem Betriebswerk Lyon-Vaise zugeteilt, wohin ihm kurz darauf X 2702 und X 2703 folgten. Mit diesen drei Zügen wurden zum Sommerfahrplan 1954 die Renault-Triebwagen des Typs ABV auf der Verbindung Bordeaux–Montluçon–Lyon abgelöst, was einen Fahrzeitgewinn von rund 30 Minuten brachte.
Der Triebwagen war zweimotorig, ein zuverlässiger leistungsstarker Dieselmotor für eine einmotorige Version war noch nicht verfügbar. Da ab 1955 dank des Motors MGO V 12 SH von SACM ein entsprechender einmotoriger Triebwagen (Baureihe X 2720) serienreif zur Verfügung stand, wurde der Bau des X 2700 eingestellt. Jedoch erwiesen sich die zweimotorigen X 2700 mit ihren vier angetriebenen Achsen gegenüber den einmotorigen X 2720 mit nur zwei Antriebsachsen auf dem anspruchsvollen Parcours durch das Zentralmassiv als vorteilhaft, und aufgrund der kurven- und steigungsreichen Strecke fiel ihre geringere Höchstgeschwindigkeit nicht ins Gewicht.

Von der Baureihe X 2700 befahrene Strecken

Auch die folgenden RGP2 wurden in Lyon-Vaise stationiert und vom Bahnhof Lyon-Perrache aus nach Strasbourg, Nantes und Genf eingesetzt. Im Frühjahr 1955 wurden einige der Züge nach Paris (Depot Batignolles-Remblai) und Metz umgesetzt, 1964 erhielt Marseille-Blancarde welche. Alle diese Fahrzeuge kehrten bald nach Lyon zurück, lediglich Umbeheimatungen nach Bordeaux (im April 1958) hielten sich dauerhaft. Ab ca. 1965 liefen die Züge von Bordeaux über Lyon hinaus bis Genf, was eine Fahrt von 809 km und vier Fahrtrichtungswechsel bedeutete. Am 26. Mai 1974 verkehrte letztmals ein X 2700 auf dieser Relation. Ebenfalls im Sommer 1965 lösten RGP2 die Renault-ABV auch auf der Verbindung Bordeaux–Lyon über Brive und Clermont-Ferrand ab, die in diesem Zusammenhang bis Grenoble verlängert wurde. Diese Relation war 758 km lang und wurde bis zum Winter 1978 mit RGP2 bedient. In den Wintern 1972 bis 1974 wurden die zweimotorigen Fahrzeuge im Wintersportverkehr von Nantes und Saint-Nazaire aus nach Mont-Dore eingesetzt, wobei sie Rampen von 35 ‰ befuhren.
Bereits in den ersten Betriebsjahren wurden auf den Dächern der Triebwagen Abgasabweiser nachgerüstet; die bei der SNCF üblichen grundlegenden Erneuerungen in der Mitte der erwarteten Lebensdauer entfielen bei den RGP2 hingegen. Die Züge, die zunächst nur die 2. bzw.1. Wagenklasse führten und im Steuerwagen eine Küche aufwiesen, wurden ab 1972 lediglich zu zweiklassigen Einheiten ohne Küchenabteil umgebaut. Dabei stieg die Gesamtzahl der Sitzplätze von 104 auf 113, die 21 Plätze der 1. Klasse befanden sich ausschließlich im Beiwagen.
Im Dezember 1970 verließen zugunsten von RGP1 alle X 2700 Lyon-Vaise und wurden Bordeaux zugeteilt. Von da an verblieb ihnen als Langstrecke nur die Querung des Zentralmassivs. Mit der Auslieferung der Turbotrains des Typs RTG wurden die X 2700 ab 1973 in den regionalen Verkehr um Bordeaux und Limoges abgedrängt. Einige Fernverbindungen verblieben ihnen vorerst: Bordeaux–Rennes (bis Sommer 1973), Saint-Germain-des-Fossés–Saint-Étienne–Le Puy-en-Velay (bis Herbst 1975) und Bordeaux–Clermont-Ferrand–Lyon (bis Ende 1978).
Aufgrund des hohen Unterhaltungsaufwands besonders wegen der zweifachen Motorisierung wurden die X 2700, wie ihre Schwesterbaureihe X 2400, im Zeitraum 1980 bis 1986 nach und nach abgestellt. Die letzte reguläre Fahrt eines RGP2 führte am 31. Oktober 1986 von Sarlat nach Bordeaux. Am 28. November jenes Jahres wurden alle verbliebenen Züge der Baureihe abgestellt. Jeder RGP2 hatte im Durchschnitt vier Millionen Kilometer zurückgelegt, der Triebwagen X 2708 sogar fast fünf Millionen.
Aus den Triebwagen X 2707 und X 2714 entstand 1984 der Doppeltriebwagen X 2700 für Gleisuntersuchungen mittels Ultraschall. Das bis 2010 eingesetzte Fahrzeug erhielt zusätzliche Scheinwerfer, eine teilweise geänderte Fensterteilung und eine andere Lackierung.

## Beschreibung
Die Triebwagen wurden wie die X 2400 von zwei V-12-Dieselmotoren von Renault (Typ 517 G V 12) mit jeweils 221 kW Leistung angetrieben, von denen sich einer hinter dem Führerstand, der andere vor dem Übergang zum Steuerwagen befand. Die Kraftübertragung zu den Achsen erfolgte mechanisch mittels eines Viergang-Getriebes. Die Höchstgeschwindigkeit der – auch mit den Baureihen X 2720 und X 2770 – in Mehrfachtraktion einsetzbaren Fahrzeuge betrug 124 km/h. Zwei Tanks mit einem Fassungsvermögen von je 670 l Dieselkraftstoff ermöglichten Reichweiten von bis zu 1000 km. Wegen des nicht vorhandenen zweiten Führerstands war der X 2700 mit 26,73 m Länge einen Meter kürzer als der X 2400.
Der Triebwagen wog 45 t und wies 48 Sitzplätze auf, der 25,53 m lange Steuerwagen mit zunächst 56 Plätzen war 32 t schwer; die Gesamtlänge einer Einheit betrug 52,26 m. Bis zu drei Einheiten konnten miteinander gekuppelt werden, wobei jeder Triebwagen mit einem Triebfahrzeugführer, die sich untereinander mit akustischen und optischen Signalen verständigten, besetzt blieb.
Die Steuerwagen waren von vornherein auch für einen Einsatz mit der Baureihe X 2720 konzipiert und daher für eine Höchstgeschwindigkeit von 140 km/h ausgelegt. Waren zwei Züge mit den Steuerwagen aneinandergekuppelt, konnte mittels der mittigen Fronttüren ein Übergang zwischen den beiden Einheiten geschaffen werden.
Neu war die Beschallung der Fahrgasträume durch Lautsprecher vom Triebfahrzeugführer aus, zudem zeichneten sich die Fahrzeuge durch eine gute Schallisolierung gegen Fahrgeräusche und eine leistungsfähige Heizungsanlage aus.
Die Farbgebung der Züge wich völlig von der traditionellen Lackierung (rot/grau bzw. creme) der SNCF-Triebwagen ab. Sie waren ursprünglich in einem hellen Olivgrün und strohgelb lackiert, was ihnen den Beinamen „Lézards verts“ (Grüne Eidechsen) einbrachte. Ober- und unterhalb des Fensterbands verlief ein Zierband aus einer Aluminiumlegierung, das bei Neulackierungen durch einen hellen Farbstreifen ersetzt wurde. Dabei wich auch das runde SNCF-Emblem an der Triebwagenfront einem moderner anmutendem Schriftzug.
Neun Einheiten (X 2701–2704, 2706, 2710–11, 2715 und 2718) wurden in den 1970er Jahren dem Erscheinungsbild der RTG und RGP1 angepasst und in die Farben Sonnengelb und Grau umgespritzt. In den letzten Einsatzjahren waren Kompositionen aus gelben Trieb- und grünen Beiwagen (mit und ohne Zierband) und umgekehrt zu beobachten.

## Verbleib
Von der Baureihe X 2700 sind die Triebwagen X 2716 (beim Train Touristique de Puisaye-Forterreund) und X 2719 (beim Matériel Ferroviaire et patrimoine National (MFPN)) erhalten. X 2709 steht als unmotorisierter Speisewagen beim Chemin de Fer du Haut Forez.